# Alberto Camenzind
Alberto Camenzind (Lugano, 7 giugno 1914 – Astano, 29 settembre 2004) è stato un architetto svizzero.

## Biografia
Camenzind era figlio di Eduard, albergatore, originario di Gersau (Svitto), e di Chiara d'Ambrogio e sposato con Gabriella Bargna.
Aveva frequentato il liceo di Lugano e il Politecnico federale di Zurigo negli anni 1933-1939, quindi nello stesso periodo di  Max Frisch e Justus Dahinden, con il professore  William Dunkel. Dopo i suoi studi, iniziò a lavorare presso gli studi di  Otto Rudolf Salvisberg e di William Dunkel. Nel 1942 avviò a Lugano uno proprio studio di architettura e dal 1959 al 1991 lavorò associato con Bruno Brocchi. I suoi primi lavori furono le Case a Cademario nel 1953 e Sorengo nel 1957, mentre  nel 1958 realizzò la prima opera pubblica con l'ex Ginnasio di Bellinzona quindi la sede della Radio della Svizzera italiana (RTSI) a Lugano, realizzata negli anni 1958-1961 con Augusto Jäggli e Rino Tami e la sede aziendale dell'Alfa Romeo ad Agno (Svizzera) nel 1963 (oggi supermercato Migros) e la casa Gmür di Brissago sempre nel 1963.
Divenne noto a livello internazionale come architetto capo e condirettore dell'Esposizione nazionale di Losanna del 1964, dove aveva progettato un programma tematico con "centri espositivi pluricellulari". Particolare attenzione era stata data a un convertito "Sentiero della Svizzera", come tema dell'Expo.
Dal 1964 divenne anche cittadino onorario di Losanna mentre l'anno successivo fu professore alla facoltà di architettura dello stesso Politecnico di Zurigo dove lui stesso aveva studiato, e tenne questa carica fino al 1981 data in cui divenne professore emerito. Fu membro di Commissioni federali e cantonali per la tutela dei monumenti e della Commissione federale delle belle arti dal 1965-1972. Dal 1958 al 1964 fu presidente centrale della Federazione degli architetti svizzeri, nel 1960 fu iniziatore del Centro svizzero per la razionalizzazione dell'edilizia.
Nel 1973 realizzò il "Centre International de Conférence" e nel 1975 insieme a Pier Luigi Nervi ed Eugène Beaudouin, la nuova sede dell'Ufficio internazionale del lavoro (BIT). La BIT è stato a suo tempo il più grande edificio per uffici in Svizzera per i suoi 200 metri di lunghezza e 50 metri di altezza.
Nel 1984 realizzò il Centro Maghetti a Lugano nel 1985 e il Centro Internazionale di Conferenza (CICG) a Ginevra.
Si spostò ad Astano dal 1997 nella casa patrizia già Antonietti da lui acquistata e qui si spense il 29 settembre 2004.

## Opere
- 1958 Liceo di Bellinzona
- 1961 Sede della Radio svizzera di lingua italiana in Lugano
- 1963 Sede aziendale dell'Alfa Romeo in Agno
- 1963 Casa Gmür, Brissago
- 1972 Scuola Cantonale di Lugano, con Bruno Brocchi e Roberto Sennhauser
- 1973 Centre International de Conférence a Ginevra
- 1974 Bureau International du Travail a Ginevra